# Countrywide Classic 1996
Il Countrywide Classic 1996 è stato un torneo di tennis giocato sul cemento. È stata la 69ª edizione del Countrywide Classic (o Mercedes-Benz Cup),  che fa parte della categoria World Series nell'ambito dell'ATP Tour 1996. Il torneo si è giocato a Los Angeles negli USA, dal 29 luglio sl 4 agosto 1996.

## Campioni

### Singolare
Michael Chang  ha battuto in finale  Richard Krajicek con il punteggio di 6–4 6–3

### Doppio
Marius Barnard /  Piet Norval hanno battuto in finale  Jonas Björkman /  Nicklas Kulti con il punteggio di 7–5, 6–2